# رامون هرنانديز (مبارز بالسيف)
رامون هرنانديز هو مبارز بالسيف كوبي، ولد في 1 يوليو 1953.

## وصلات خارجية
- رامون هرنانديز على موقع أوليمبيديا (الإنجليزية)